# Jüdische Gemeinde Sentzich-Cattenom

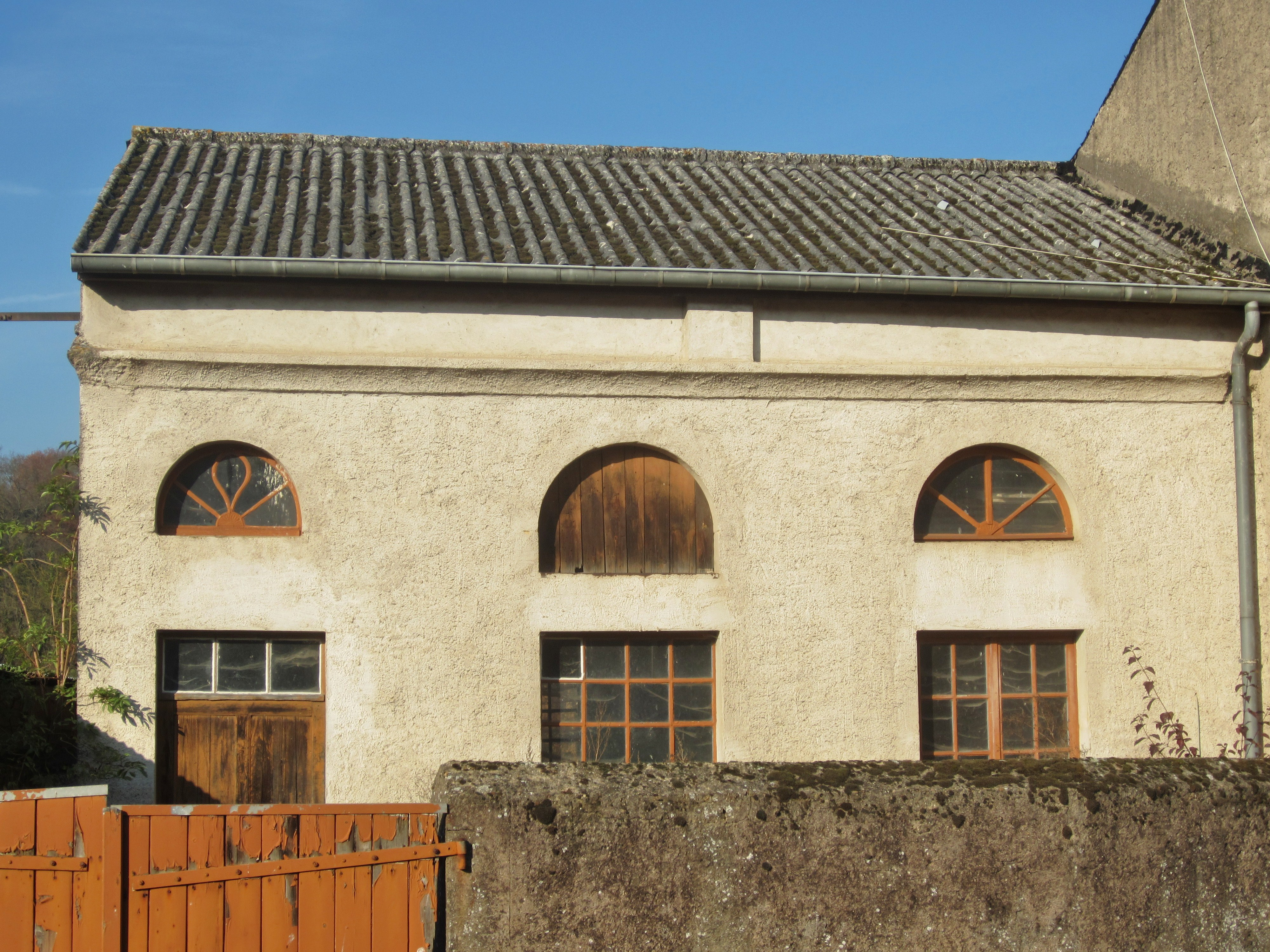
Ehemalige Synagoge in Sentzich

Eine Jüdische Gemeinde in Sentzich-Cattenom, einer französischen Stadt im Département Moselle in Lothringen, entstand spätestens Anfang des 19. Jahrhunderts.

## Geschichte
Die jüdische Gemeinde errichtete nach 1854 eine Synagoge, die heute als Schreinerei genutzt wird. In der Synagoge wurden bis 1928 Gottesdienste gefeiert und danach wurde sie an einen Privatmann verkauft. Die jüdische Gemeinde gehörte zum israelitischen Konsistorialbezirk Metz, der seit 1808 besteht.